# Kánaáni-föníciai vallások
Kánaán tágabb értelemben Egyiptom ÉK-i határától az észak-szíriai partokig terjedt, beleértve a mai Libanon területét is, tehát az Egyiptomot Mezopotámiával összekötő egész térséget jelentette. Szűkebb értelemben a Földközi-tenger és a Jordán folyó közötti hegyes-dombos vidék helyi sémi, amorita nyelvű neve Kánaán, névadói, a kánaniták telepedtek le a térségben. Soha nem volt egységes a terület, sem vallási, sem etnikai értelemben.
A korai bronzkorban (kb. Kr. e. 3300 - Kr. e. 2000) alakultak ki városai és fejlett gazdasága. Őslakói hamar mezopotámiai, hettita majd egyiptomi befolyás alá kerültek, de vallásosságuk annyira karakteres volt, hogy hosszú ideig a politikai behódolás ellenére sem adták fel. A bibliai leírásokból jól tudjuk, hogy a Kánaánban élő népek vallása olyan földművesvallás volt, amely gyökeresen különbözött a bevándorló izraelitákétól. A kánaáni mítoszok mindenekelőtt az esőre és szárazságra vonatkozó utasításokat tartalmaznak, amelyeket valamilyen isten vagy hős életével és halálával, jólétével hoznak kapcsolatba.
Az adatok hiányos volta miatt a kánaáni térség vallási életről csak hozzávetőleges képünk van.

### Fönícia
Fönícia őslakóiról semmi közelebbit nem tudunk, jóllehet a különféle helyeken végzett ásatások adataiból megállapítható, hogy itt már a Kr. e. 7.-6. évezredben is voltak települések. A Kr. e. 3. évezred közepéig a nép jórészt síkságokon élt, várfalat nem ismert, nem félt a külső ellenségtől. Ekkor a helyzet azonban megváltozott. Kr. e. 2500 körül ismeretlen helyről sémi elemek szivárogtak erre a vidékre. A tengerparton megtelepedett sémi törzsek elől, amelyeket több egyiptomi feljegyzés gyűjtőnéven föníciaiaknak (fanachu), a Héber Biblia pedig kananeusoknak nevez, az őslakók a hegyekbe húzódtak, idővel pedig teljesen felszívódtak.
A föníciaiak vallási képzetei sok közös vonást mutatnak a többi sémi nép nézeteivel. Főistenségük volt Baál, amelynek neve nőnemű alakban is előfordul: Baalat. Néha Baal samîn-nak (Az egek Baálja) nevezik. Ez az istenség, amelynek tisztelete később az izraelitáknál is elterjedt, úgyhogy a próféták küzdelme gyakran a kultusza ellene irányult. Tíruszban Baalt Melkart (a város királya) név alatt tisztelték. A napisten mellett állt a hold és a termékenység istennője: Astarté (héb. Astáret, aram. Attar), amely a bástyák védőasszonya is volt, amiért fején bástyaalakú koronával is szokták ábrázolni. Egy másik fő istenség volt Esmun  (innen az Esmun-ezer név), akit az egészség és gyógyítás istenének tekintették. A görög Artemisszel azonosítják a régi írók Tanit istennőt. Ezen istenekről különféle mítoszok maradtak reánk, amelyeket különösen a biblosz-i Philo  (K. u. 100 körül) egy munkájából ismerjük, amelyet ez egy ősrégi föníciai írónak, Szanchunjathônnak  tulajdonít. Ugyanebből a munkából ismerjük a föníciaiak mítoszát a világ eredetéről. Nagy szerepet játszott náluk és a velük közös vallással és nyelvvel bíró karthágóiaknál Moloch kultusza, amely emberáldozatokkal járt (némely isteneiket kabírok-nak, „hatalmasoknak” nevezték), valamint a tavasz istenének, Adónisz-nak (babil. eredetű neve: Tammuz) a tisztelete. A föníciai istenek tisztelete mindenféle erkölcstelen tettel volt összekötve.

### Ugarit
A tengerparton fekvő Ugarit egy ókori városkirályság volt, amelynek legkorábbi településrétege a Kr. e. 7. évezredre datálható. Az egykori város mellett a Kr. e. 2. évezredből tártak fel egy hatalmas temetőt. A sírkamrákkal összefüggésben álló épületek, oltárok, nagy mennyiségű edények alapján a régészek arra következtettek, hogy ott Ciprus szigetéről és az Égei-tenger szigetvilágáról érkezők temetkeztek. A halottak mellé ételt és italt helyeztek, sőt bizonyos jelek arra utalnak, hogy halottaikat vallásos tiszteletben részesítették.
Az ugariti, sőt hosszú ideig az egész kánaáni panteon élén Él állt, mint főisten. Ő volt az istenek és az emberek atyja, ezzel összefüggésben az Ég és a Föld teremtője. 
Az ugariti főisten nevével a Bibliában is találkozunk; mégpedig legtöbbször többes számú alakjában: Élim vagy Elohim. A biblia másik istenneve, a Jahve (JHVH) sokak szerint szintén megtalálható egy töredékben Jw (Jav) formában.
Él felesége Asera, a szerencse, a szerelem és a termékenység istennője. Ugyancsak fontos szerepet töltött be a hierarchia felső régiójába tartozó főisten, Baál – korábban nap- és viharisten – aki összetűzésbe került a mindenség urával és letaszította trónjáról. Baál tulajdonképpen nem más, mint „úr”, ha pedig helységnév is járult hozzá, akkor az istenség mindenkori megjelenési formáját jelölte. Ily módon találkozhatunk Baál-Szidón, Baál-Gebal stb. istennel. Felesége Anát, a termőföld úrnője; Mót  pedig a halál és az alvilág felett uralkodott. Mót a szövegekben gyakran mint istenek fia szerepel. Ő atyjának, Él-nek a kedvence. A szövegekben gyakran szerepel még Sapas , a napistennő és Istár a hajnalcsillag hímnemű istene.

#### Kultusz
Az áldozatokat az isteneknek adott élelemnek tekintették. Az áldozati rendszer a bibliai ótestamentumihoz hasonlónak tűnik: magába foglalta az engesztelő áldozatot, a „béke”- vagy „egyesülési” adományt és a bűnbánati áldozatot.
Az ugariti szövegek ismeretében nyilvánvaló, hogy az ugariti és a bibliai zsidó vallás között igen szoros a kapcsolat. A két vallás szembeszökő hasonlóságai részben a közös ósémi hagyományokból magyarázható.
A papok, khnm, ugyanazt a nevet viselték, mint a héberben (kóhén). A papok mellett papnőket (khnt) és felszentelt személyeket (qadésím) is említenek az iratok. (A Bibliában ez a fogalom a szent prostítuciót írja le, viszont az ugariti szövegek semmi ilyesmire nem utalnak.) Végül említenek jósló papokat vagy prófétákat. A templomokban oltárok voltak, és az épületet istenképmások és isteni jelképek díszítették. A véres áldozatokon kívül a rítusban táncok is szerepeltek, valamint számos orgiasztikus cselekvés, amelyek később haragra gerjesztették a prófétákat.
Egyetlen ima szövegét sem ismerjük. Tudjuk, hogy az életet isteni adományként tekintették, ám nem ismerjük az ember teremtésére vonatkozó mítoszt.

### Szír vallás
Azoknak az északnyugati sémi ószíreknek a vallása, akik a Föníciától Eufráteszig terjedő keleti és északi területeken laktak.
Az ószírek főként természet- és termékenységisteneket tiszteltek, köztük az ismert termékenységistent, Adóniszt, aki a meghaló és feltámadó istenek közé tartozik.
Astarté (Atar) a szerencse, szerelem és termékenység-istennő, fő kultuszhelye a későbbi Hierapoliszban (Észak-Szíria) található. Körmeneteket tartottak tiszteletére és vízáldozatokat mutattak be a templomában. 
A damaszkuszi főisten Hadad. A bőség és termékenység uraként előidézhet aszályt és romlást is. Hadad rokona Baál természetisten és a termőföld ura. Később időjárásisten lett belőle, bömbölő bika alakjában, majd végül ég- és napisten.
A nyári aszály idejét (amikor a növényzet elsorvad) „Baál halála”-ként siratták, az újra beköszöntő esőzéseket pedig „Baál újraszületése”-ként ünnepelték. Baál kultuszára orgiasztikus vonások voltak jellemzők. Baál nő társa Baálat istennő. Egy további szír termékenységisten Esmun , aki „képes feltámadni a halálból”, és – mivel gyógyította a betegeket – gyógyítóistenként is tisztelték.

### Palesztina
Az izraeliták által elfoglalt kánaáni régió (lásd: a zsidó honfoglalás) népei nem alkottak egységes etnikumot, hanem számos, egymással rokon népcsoport és törzs kötelékét.
Kultúrájukhoz tartozott a sokistenhit, a démonhit, a kövek és fák tisztelete; források, állatok, mezei istenségek, a különböző istenek kultusza. Isteneik közül Baál volt a legfőbb Ő vált a zsidó vallás istenének fő riválisává, a kultusza ellen lépett fel Illés és Ézsaiás próféta.
Jelentős istenségek voltak még: Astarté, Aséra és Anát nevű istennők, továbbá Samast, a napistent és Baál atyját, Él-t is tisztelték. Minden városnak megvolt a maga védelmezője.
A nekik bemutatott imádattal időnként együtt járt a templomi prostituáltak szolgálata.
A vallási szertartásaik szinte az orgiasztikus megnyilvánulásokig fajultak. Esetenként az isteneknek bemutatott gyermekáldozattól sem riadtak vissza.
A zsidó szakrális táncok szokása ugyancsak ezekre a szertartásokra vezethető vissza. Amikor a fiatal Dávid ugrált és táncolt a frigyláda előtt feleségének, Mikhálnak az ellenszenve feltehetőleg részben az idegen kultusz ellen is szólt.
Mivel a kánaánita istenek a jó termést és a termékenységet is szimbolizálták, vonzónak tűntek az izraelitáknak is. 
Az Ótestamentum leírása szerint a kánaánita kultuszok hatottak a betelepülő izraeliták életére. Ezekkel a helyi, pogány szokásokkal a zsidó papság állandó harcban állt.
Az izraeliták átvették az őslakosság aratási és szüreti ünnepeit is.